# Neritan Ceka
Neritan Ceka, född 11 februari 1941 i Tirana, Kungariket Albanien (1939–1943), är en albansk politiker och arkeolog och grundare av Demokratiska allianspartiet (1992).

## Biografi
Ceka började sin offentliga karriär som universitetsforskare, avlade doktorsexamen samt blev professor vid Tiranas universitet. Vid Enver Hoxha-styrets sammanbrott engagerade han sig politiskt, i början som medlem i Albaniens demokratiska parti. Han blev oenig med partiledaren Sali Berisha, lämnade partiet och bildade ett eget parti. Hans parti samarbetade tidvis med vänsterflygeln, häribland Albaniens socialistiparti. Ceka blev ansvarig för parlamentsval och nationella säkerhetsfrågor. Han återvaldes som parlamentsledamot i valet 2005. Trots informella förfrågningar från Albaniens demokratiska parti valde hans parti att avstå från samarbete.